# Китайцы в Малайзии
Китайцы в Малайзии — совокупность национальных, языковых и культурно-религиозных групп китайского происхождения в федерации Малайзия. Общая численность — 6 960 900 человек или 24,6 % из 27,73 млн жителей страны (июнь 2010 г., оценка). Большая часть китайцев страны — это потомки переселенцев из Китая XIX — первой половины XX веков. Долгое время представляли собой так называемое доминирующее меньшинство в экономике страны, хотя со второй половины XX века положение китайского меньшинства и других некоренных малайзийцев претерпевает изменения в сторону ослабления китайского и другого нетитульного влияния.

## История и культура
В Британскую Малайзию китайцы начали массово прибывать как мелкие и средние коммерсанты по приглашению британских колонизаторов. Сами англичане не желали селиться в жарком тропическом климате Малайзии. Китайцы, а также индийцы же стали своеобразным буфером между английской военно-административной верхушкой и массой аграрного мусульманского населения (малайцы и другие автохтонные народы — бумипутра), недружелюбно настроенного по отношению к британскому колониализму. Похожая ситуация сложилась также в Голландской Ост-Индии (современная Индонезия). Однако в Малайзии относительная доля китайцев достигла 40 % в конце британского правления. С распадом Британской империи и предоставлением независимости Малайзии, малайцы стали активно участвовать в политике страны. Рост малайского национализма привёл к политике дискриминации нетитульного населения страны, в первую очередь китайцев, многие из которых воспринимались как посредники британского колониализма. В настоящее время свыше 80 % малайских китайцев родились в Малайзии. Традиционные религии — буддизм, даосизм. Около четверти современных китайцев Малайзии исповедуют христианство протестантского толка, в основном это представители близкой британцам в прошлом торговой элиты.
Выходцы из Северного Китая составляют не более 13 % китайского населения Малайзии, поэтому основные родные языки китайцев страны относятся к южным языковым подгруппам: хакка, кантонский и прочие. Знание севернокитайского (путунхуа) растёт. Хорошо владеют также английским и малайским языком. Культура и кулинария малайских китайцев представляет собой сочетание довольно архаичных южно-китайских элементов с примесью местных традиций. Отношения с местным малайским большинством напряжённые, имеется значительный конфликтный потенциал во многих плоскостях. Китайцы контактируют больше с индийским меньшинством. За два века подобных контактов в стране сформировалась особая смешанная индо-китайская субэтническая группа, известная как киндийцы (или чиндийцы). Несмотря на то что немусульмане в стране формально не подчиняются мусульманским законам, правительство взяло курс на постепенную малаизацию и исламизацию страны. К примеру, после 2000 года правительство запретило местным церквям звонить в колокола, но жалобы китайцев на ранний азан с минаретов остаются без внимания.

## Расселение
Доля китайцев в Малайзии была максимальной в конце британского правления (1963), около 40 %. После отделения Сингапура (1965), 75 % населения которого составляют китайцы, она снизилась до 33 % и продолжает падать до настоящего времени (24,6 %, 2000). В Полуостровной Малайзии около 50 % городского населения составляют этнические китайцы, сконцентрированные в районе западного побережья страны, а также в округе столицы — города Куала-Лумпур; 38 % — малайцы и 11 % — индийцы. Вследствие усиливающегося притока в города малайцев и других автохтонных этнических групп, доля китайцев в составе населения постепенно сокращается. Этому в немалой степени способствуют гораздо более высокая рождаемость в малайско-мусульманской среде, а также высокий уровень эмиграции китайцев, в особенности это касается обеспеченной китайской молодёжи, выезжающей на постоянное жительство в Великобританию, Австралию, США, Гонконг, Тайвань, Сингапур и прочие регионы. По прогнозам демографов, при сохранении современных тенденций, доля китайцев в Малайзии к 2025 упадёт до 13,5 % и будет сокращаться вдвое каждые 25 лет. В традиционном месте максимальной концентрации китайцев — штате Пенанг их доля опустилась до 61 % (2000 год).

## Динамика численности
- 1911 год: 269.854 чел.
- 1949 год: 1,0 млн чел.
- 2000 год: 5,4 млн чел.
- 2008 год: 7,2 млн чел.